# إني إمامي
إني إمامي (بالألبانية: Eni Imami) هو لاعب كرة قدم ألباني في مركز نصف الجناح، ولد في 19 ديسمبر 1992 في تيرانا في ألبانيا. شارك مع منتخب ألبانيا تحت 17 سنة لكرة القدم ومنتخب ألبانيا تحت 19 سنة لكرة القدم ومنتخب ألبانيا تحت 21 سنة لكرة القدم. أما مع النوادي، فقد لعب مع دينامو تيرانا ونادي تيوتا دورس ونادي كوكسي ونادي لاتشي.

## وصلات خارجية
- إني إمامي على موقع الاتحاد الأوربي (الإنجليزية)
- إني إمامي على موقع قاعدة بيانات كرة القدم.إي يو (الإنجليزية)
- إني إمامي على موقع Soccerway.com (الإنجليزية)
- إني إمامي على موقع عالم كرة القدم.نت (الإنجليزية)